# Breakheart Pass
Breakheart Pass (br O Trem do Inferno) é um filme estadunidense de 1975, do gênero faroeste, dirigido por Tom Gries.
O roteiro foi escrito pelo próprio autor do livro homônimo, publicado em 1974, o escocês Alistair MacLean. A história gira em torno de vários mistérios e assassinatos que envolvem a passagem de um trem (comboio) do exército por uma região desolada dos Estados Unidos da América, em meados do século XIX.
A trilha sonora é de Jerry Goldsmith.

## Sinopse
Por volta de 1870, um trem a vapor militar faz uma parada em Myrtle City, no estado de Nevada, para reabastecer. Somente militares viajam no trem, com exceção do governador e da filha do comandante do Forte Humboldt, destino da viagem. O xerife Pearce quer pegar o trem, pois tem que ir ao forte buscar o fora-da-lei Levi Calhoun, mas o major Claremont, que comanda a operação, recusa. Enquanto isso, o forasteiro Deakin é pego trapaceando num jogo de pôquer e o xerife descobre que ele é um criminoso procurado pelo exército. O major, então, autoriza que o xerife leve Deakin de trem sob custódia até o forte.
Na sequência da viagem, vários passageiros são assassinados. Deakin, que na verdade é um agente do serviço secreto estadunidense disfarçado, começa a investigar e encontra uma grande conspiração que envolve corrupção e roubo de armas.

## Elenco principal
- Charles Bronson .... John Deakin
- Ben Johnson .... xerife Pearce
- Richard Crenna .... governador Fairchild
- Charles Durning .... O'Brien
- Jill Ireland .... Marica
- Ed Lauter .... major Claremont